# Colónia Güell

A Colónia Güell (em catalão:  Colònia Güell) é uma povoação situada na comarca de Baix Llobregat. Pertence ao município de Santa Coloma de Cervelló. Destaca-se por ser uma cidade operária da Catalunha com uma parte importante da natureza e obra arquitectónica de Antoni Gaudí. Tem 775 habitantes (2005).

## História
A Colónia Güell era una colónia industrial que se dedicava à indústria têxtil. Começou a construir-se em 1890 por iniciativa do empresário Eusebi Güell, proprietário do terreno, na antiga quinta Can Soler de la Torre. Güell trasladou para aqui todas as indústrias que antes estavam no Distrito de Sants-Montjuïc (Barcelona).
Eusebi Güell encarregou Gaudí de fazer o projecto da Colónia, que dispunha de hospital, escola, lojas, teatro, cooperativa e capela, além das fábricas e casas dos operários, numa área total de cerca de 160 hectares. Gaudí fez a planimetria do conjunto, para a qual contou com a colaboração de Francesc Berenguer i Mestres, Joan Rubió e Josep Canaleta. Pessoalmente encarregou-se do desenho da igreja, da qual só construiu a famosa Cripta da Colónia Güell, já que com a morte do conde Güell em 1918 os seus filhos abandonaram o projecto.
As restantes edificações seriam feitas pelos colaboradores de Gaudí: Francesc Berenguer construiu a Cooperativa (com Joan Rubió, 1900) e a escola (com o seu filho Francesc Berenguer i Bellvehí, 1911-1916); Joan Rubió construiu diversas casas particulares, como a Ca l'Ordal (1894) e a Ca l'Espinal (1900); Francesc Berenguer i Bellvehí construiu também o Centro Cultural Sant Lluís (1915-1917) e a Casa Paroquial (1917).

## Galeria

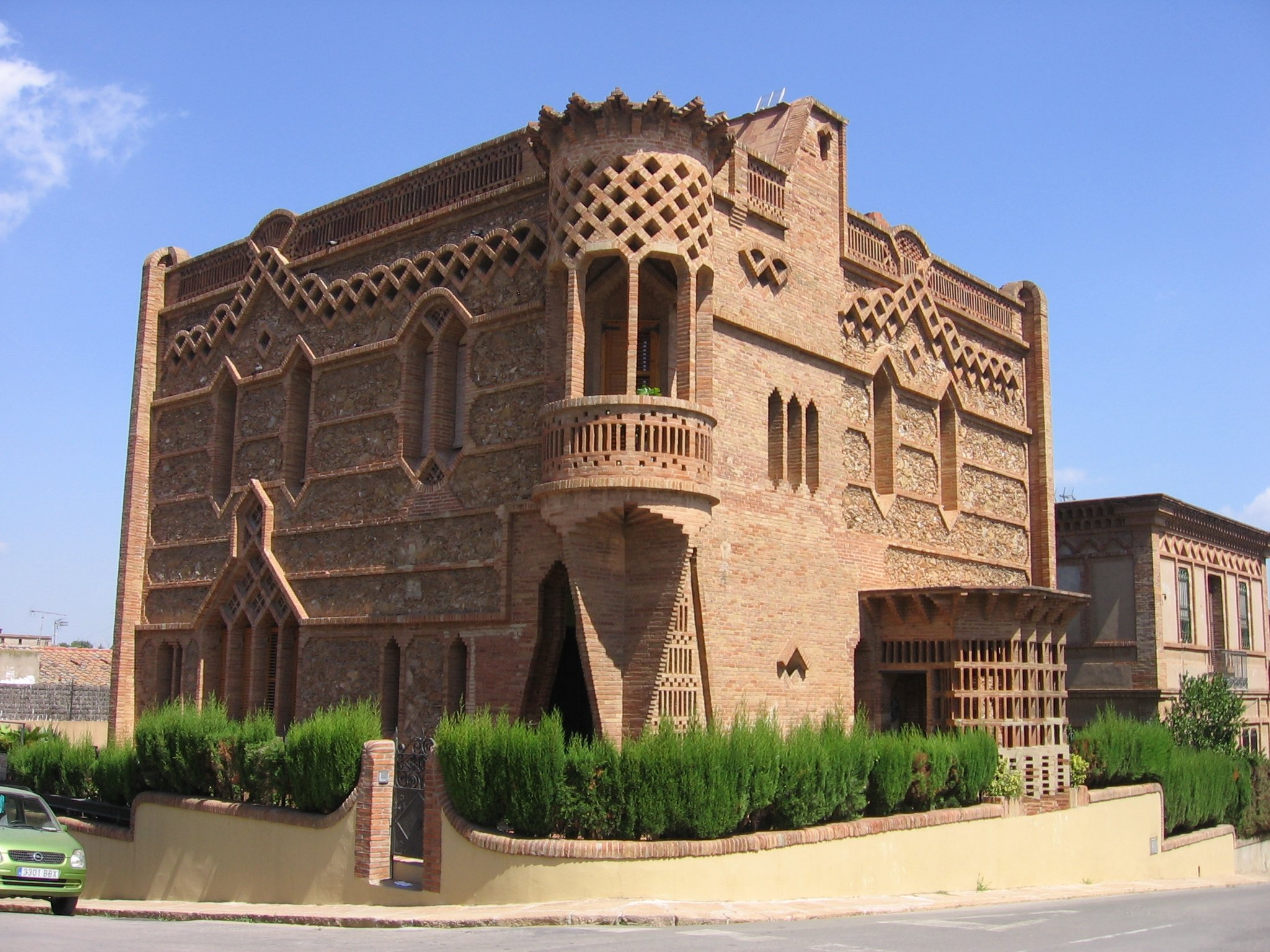
Ca l'Espinal, de Joan Rubió (1900).
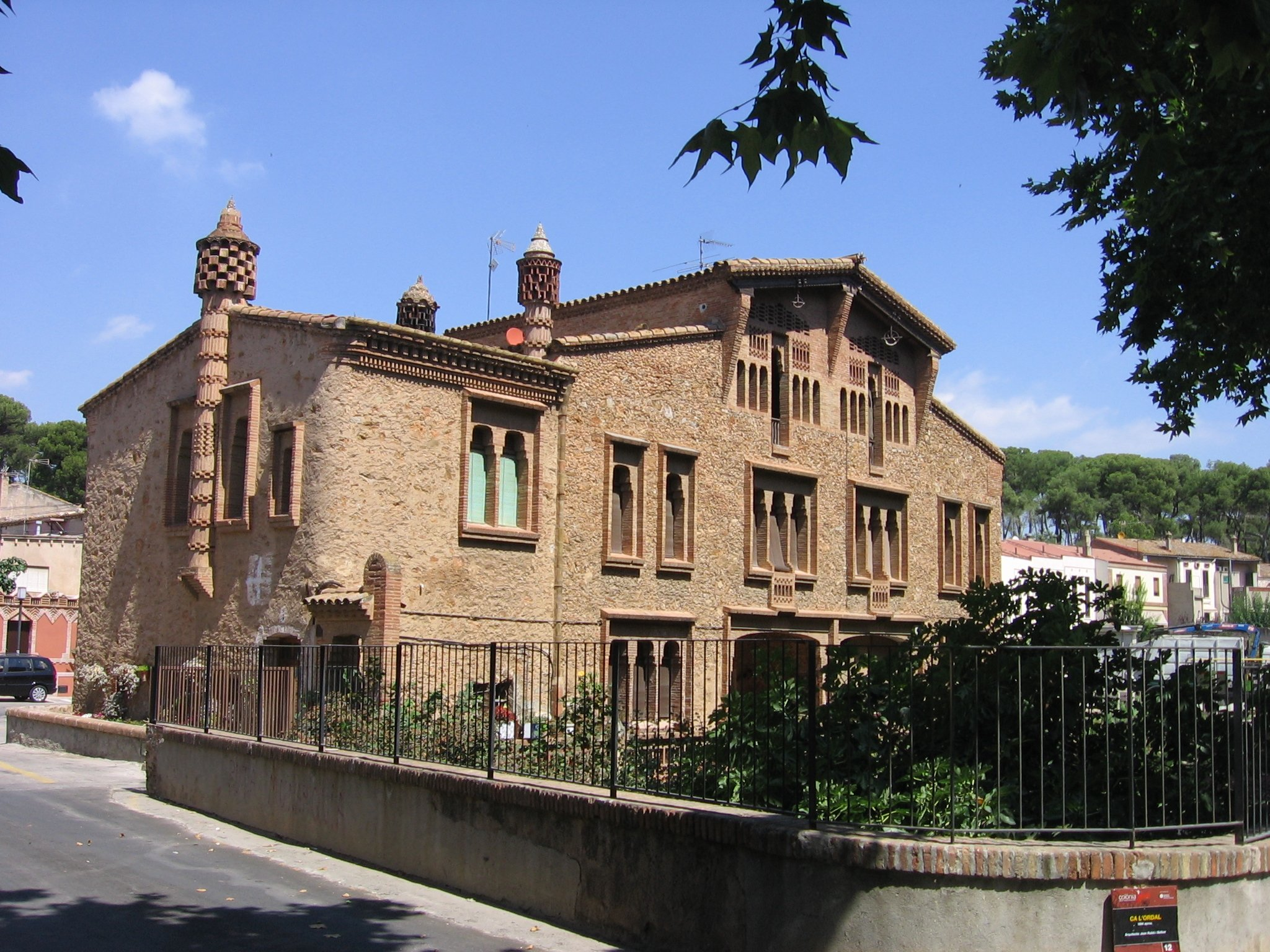
Ca l'Ordal, de Joan Rubió (1894).
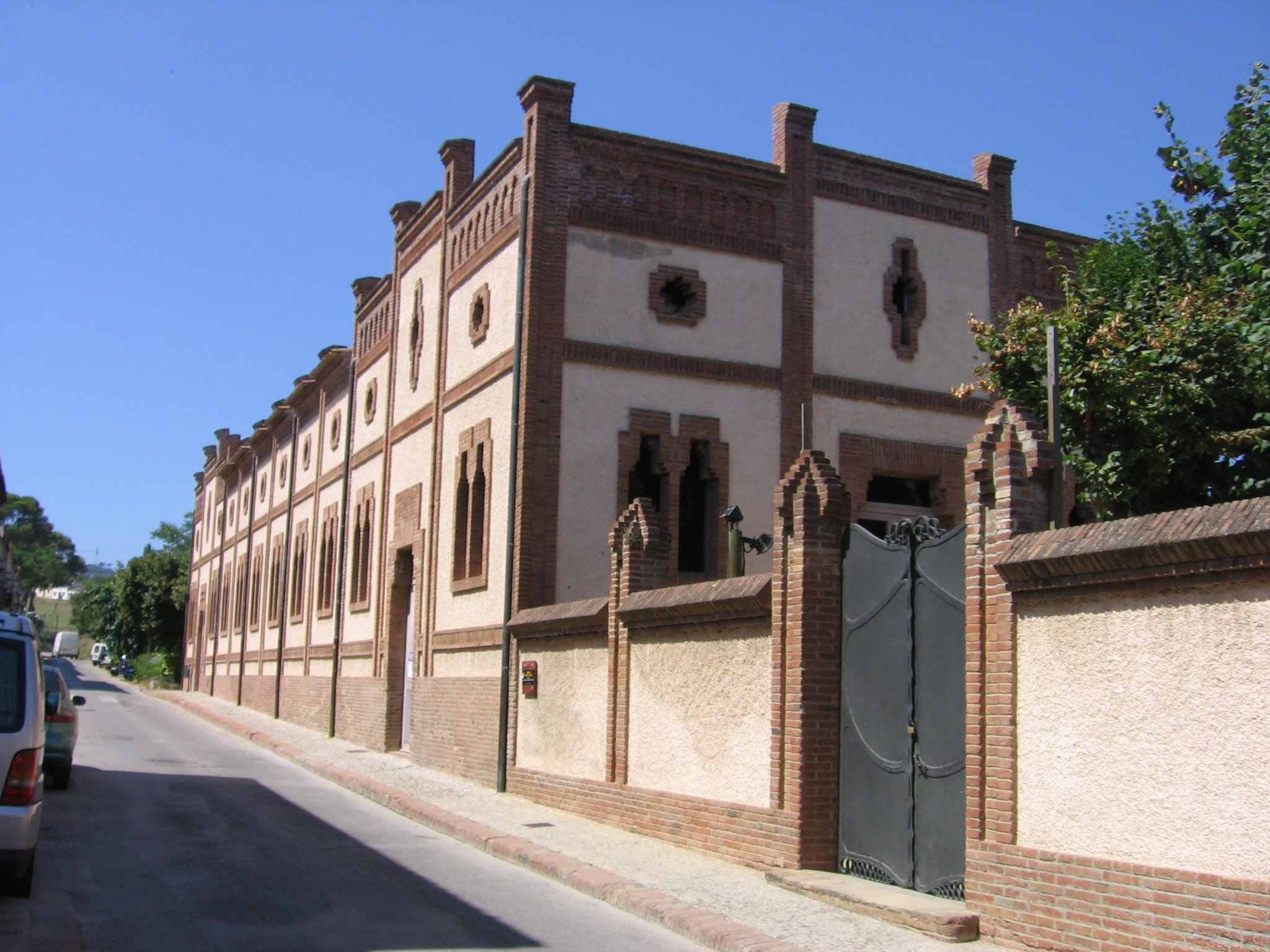
Centre Cultural Sant Lluís, de Francesc Berenguer i Bellvehí (1915-1917).
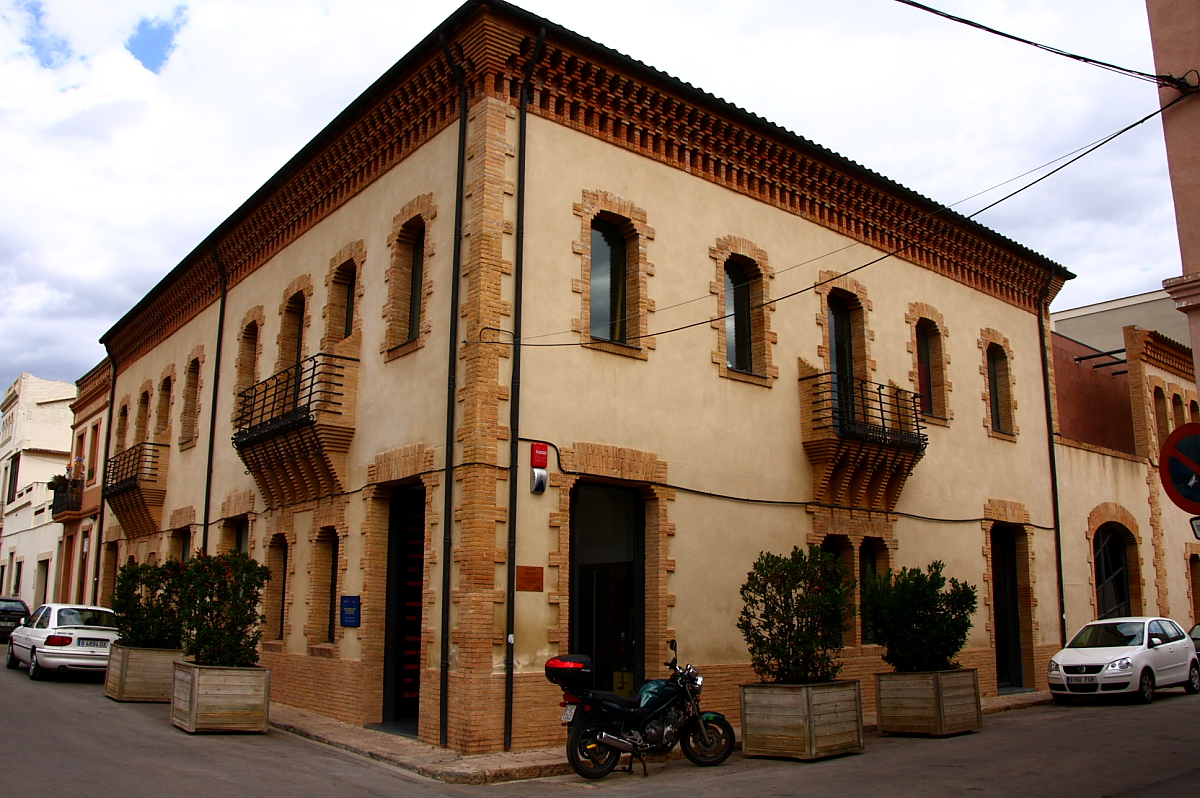
Cooperativa , de Joan Rubió i Francesc Berenguer i Mestres (1900).
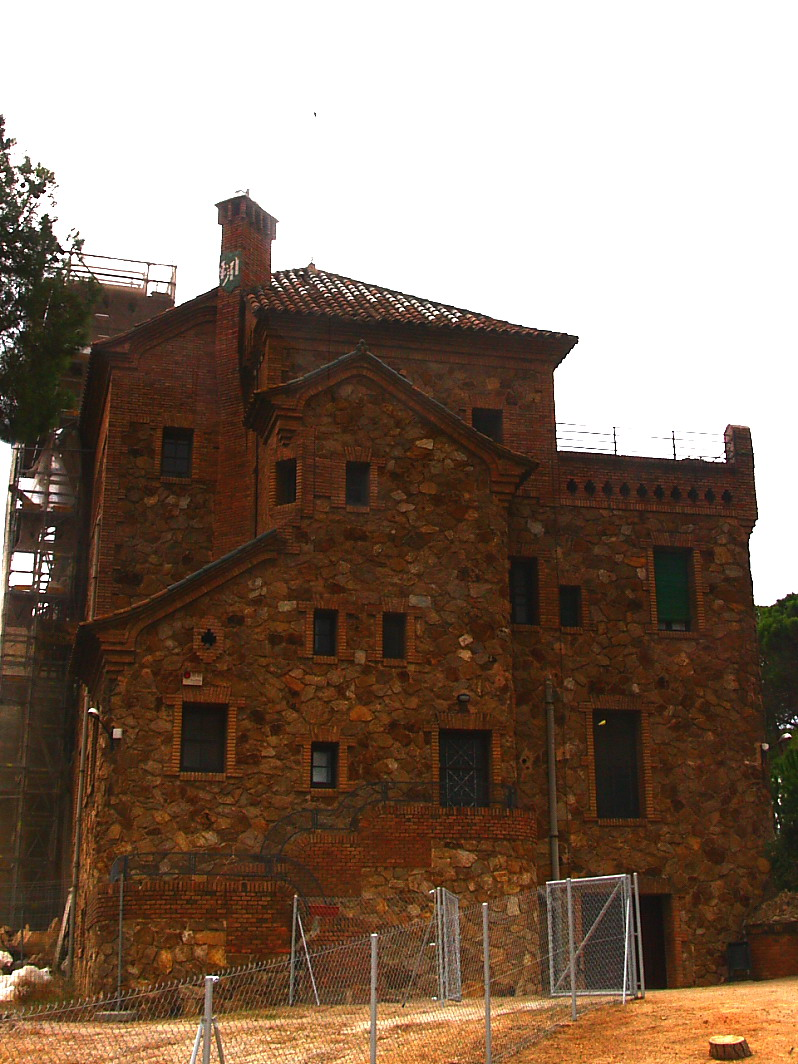
Casa do mestre, de Francesc Berenguer i Mestres i Francesc Berenguer i Bellvehí (1916).‎
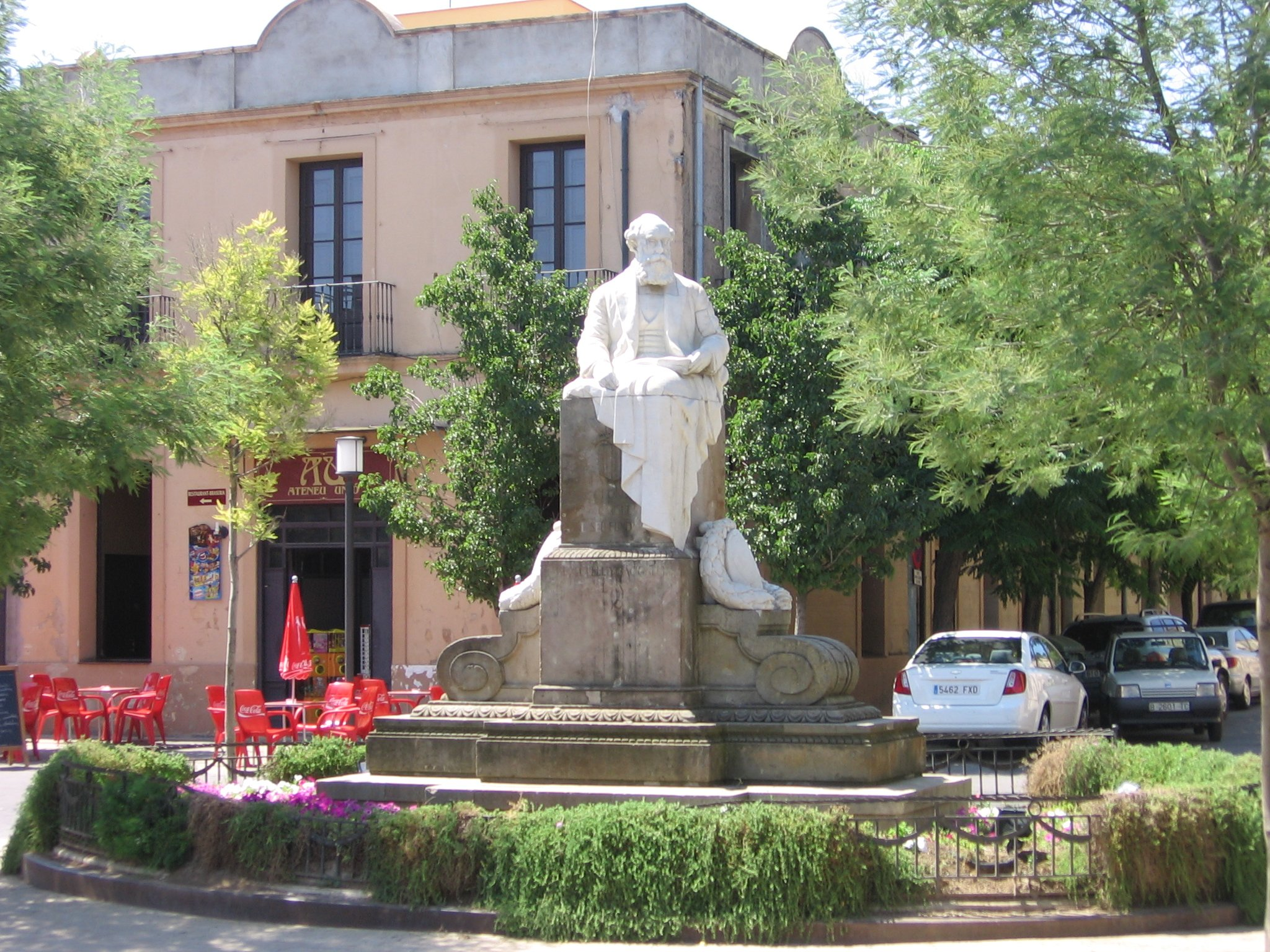
Monumento a Eusebi Güell.